# Canton-Jetté
Canton-Jetté est un hameau de la municipalité canadienne de Saint-Zénon-du-Lac-Humqui faisant partie de la municipalité régionale de comté de La Matapédia dans la région administrative du Bas-Saint-Laurent dans l'Est du Québec.

### Source en ligne
- Commission de toponymie du Québec